# Я скоро вернусь
«Я скоро вернусь» (англ. Be Right Back) — первый эпизод второго сезона британского научно-фантастического телесериала-антологии «Чёрное зеркало». Сценарий написал создатель сериала Чарли Брукер, режиссёром выступил Оуэн Харрис. Премьера состоялась 11 февраля 2013 года на телеканале Channel 4.
Эпизод получил положительные отзывы кинокритиков.

## Сюжет
Марта (Хейли Этвелл) и Эш (Донал Глисон) — молодая пара, они переезжают в дом за городом. На следующий день после переезда Эш погибает в автокатастрофе. Марта узнаёт о новейшей технологии, которая создаёт искусственный интеллект на основе поведения человека в социальных медиа. Таким образом люди получают возможность продолжать «общение» с умершими через их цифровые копии. Марта начинает общаться с новым «Эшем» через мгновенные сообщения, а позже загружает в базу данных фотографии и видео с ним, поэтому искусственный разум теперь может воспроизвести голос Эша и общаться с Мартой по телефону. Марта позволяет себе верить, что общается с настоящим Эшем, и сообщает ему, что беременна. Марта переживает настоящую панику, когда случайно повреждает телефон и временно теряет связь с устройством. Искусственный Эш сообщает ей, что существует следующий шаг этой технологии: сознание можно перенести в синтетическое тело.
Следуя инструкции искусственного Эша, Марта превращает чистое синтетическое тело в андроида, который выглядит почти как Эш, за небольшими исключениями, как то: волосы на лице и родинки на груди. С момента запуска андроида Марта чувствует себя некомфортно из-за его существования. Несмотря на то что робот удовлетворяет её сексуально, она разъярена, что он выполняет все её просьбы без вопросов, даже эмоции проявляет только по просьбе. Марта приводит искусственного Эша к обрыву и приказывает ему прыгнуть. После этого она подсказывает ему, что сейчас он должен был бы просить спасти свою жизнь, он именно так и делает.
Проходит несколько лет. Марта растит свою семилетнюю дочь, а искусственного Эша хранит на чердаке. Она позволяет им видеться на выходных, но дочка упрашивает Марту пустить её к искусственному Эшу на её день рождения. Пока они вдвоём на чердаке, Марта ждёт на лестнице под чердаком, пересиливает слёзы и поднимается к ним.

## Критика
- Авторитетное издание «The A. V. Club» высоко оценило эпизод, поставив ему оценку «A-», описав его как «дерзкий»: «эпизод о скорби одинокой женщины перед лицом внезапной потери второй половинки; купленный ею андроид ярко демонстрирует „будьте осторожны со своими желаниями“: он сначала заполняет пустоту в её жизни, но быстро увеличивает эту пустоту множеством различных способов»[1].
- «The Independent» в своей рецензии отмечает: «„Я скоро вернусь“ воспринимается очень близко, ведь ему удалось поймать дух времени — тему социальных медиа. Это милая и трогательная история — даже больше, чем «15 миллионов заслуг» — в мире, что далёк от привычного нам жарко-язвительного Брукера. Он умеет писать эмоциональные истории, которые хватают тебя за самое сердце. Завершение оказалось горьковато-сладким, хотя и избежало клишированного самоубийства прыжком с обрыва»[2].
- «The Daily Telegraph» оценил эпизод 4 из 5, отметив: «Шоу подняло важную тему: тот мысленный образ, который мы себе создаём онлайн, и рост зависимости от виртуальных жизней. Кроме того, эпизод исследует горе. На мой взгляд, это лучшее, что делал Брукер»[3].

## В реальной жизни
В 2015 году соучредитель корпорации Luka Евгения Куйда использовала ресурсы искусственного интеллекта, чтобы создать виртуальную симуляцию её умершего друга на основе онлайн-общения — технологию, которая была описана в эпизоде «Я скоро вернусь». Хотя продукт получился очень качественным, он подвергся критике родственников умершего и общества: «Куйда не смогла понять урок „Чёрного зеркала“».